# 北村森
北村 森（きたむら もり、1966年12月11日 -  ）は、日本の編集者、コメンテーター、サイバー大学 IT総合学部教授。秋田大学 産学連携推進機構客員教授。元日経トレンディ編集長。

## 人物
富山県生まれ。小学生の時に「暮しの手帖」を読み、その商品テストの徹底ぶりに魅せられ雑誌編集者を志す。
富山県立富山高等学校を経て、慶應義塾大学法学部政治学科卒業後、1992年に日経ホーム出版社（現・日経BP）入社。「日経アドレ」「日経トレンディ」などの編集者としてホテル宿泊チェックなど数多くの商品テストに携わる。2005年に38歳で「日経トレンディ」の編集長に抜擢され、同誌の販売部数を流行情報誌ジャンルのトップに伸ばした。
2008年にフリージャーナリストとして独立し、「商品ジャーナリスト」の肩書きでテレビ・ラジオにコメンテーターとして出演し消費トレンドを解説している。サイバー大学では教授として地域マーケティング論、ITマーケティング論の講座を担当している。
2012年、編集長時代に激務からパニック障害を発症して会社を辞め家族の絆を取り戻す様子を綴った著書『途中下車　パニック障害になって。息子との旅と、再生の記録』を出版。2014年に北村一輝主演でNHKでドラマ化された。
2014年、富山のご当地アイドルグループビエノロッシの2ndシングル「15（フィフティーン）～駈けてくる君に～」の作詞を手がけた。
2018年、日本経済新聞社のクラウドファンディングサイト「未来ショッピング」の特設ページ「NIPPON PRIDE」の監修に就任。全国各地の企業と協業した製品開発プロジェクトをスタートさせる。
2019年11月、各地の事業者と連携して、航空会社ANAの国内線・機内販売商品を開発する「北村森のふか堀り」をスタートさせる。
2023年4月、秋田大学 産学連携推進機構客員教授に就任。

## 出演番組

### テレビ
- 富山いかがdeSHOW（富山テレビ）
- ヒットの泉〜ニッポンの夢ヂカラ!〜（テレビ朝日）
- チェックタイム（東京MXテレビ）
- 土曜LIVE ワッツ!?ニッポン（フジテレビ）
- とびっきり!しずおか（静岡朝日テレビ）

### ラジオ
- Nらじ（NHKラジオ第1）
- 森本毅郎・スタンバイ!（TBSラジオ）
- 開店! ウメ子食堂（RKBラジオ）
- でるラジ（KNBラジオ）
- 北村森のあさラジ！（ニッポン放送、2015年11月）
- 〜JK RADIO〜TOKYO UNITED（J-WAVE、月1回程度出演）

## 連載
- サンデー毎日「北村森の一生逸品」
- 婦人公論「女の気になるキーワード」
- 家電批評「北村森のヒット商品虎の穴」
- FCC REVIEW「旗を掲げる」
- アリババジャパンプレス「中小企業マーケティングの新鉄則！」
- アーガス「TOKYO逸品」
- 中日新聞「北村森のモノめぐり」
- 北日本新聞「とやまの磨き方」

## 著書
- 『ヒット商品航海記 日本人の消費はこう変わった』（山下柚実共著、日本経済新聞出版社、2007年11月）ISBN 978-4532313432
- 『途中下車　パニック障害になって。息子との旅と、再生の記録』（河出書房新社、2012年7月）ISBN 978-4309021249
- 『仕事ができる人は店での「所作」も美しい　一流とつき合うための41のヒント』（朝日新聞出版、2015年5月） ISBN 978-4023314115
- 『小さな違いが、大きく化ける！ 「当たり前」を疑う産品づくり・まちおこし』（中日新聞社、2023年4月）　ISBN 978-4-8062-0804-4